# Małgorzata Płatek
Małgorzata Płatek, z d. Gąsior (ur. 28 kwietnia 1963) – polska lekkoatletka, płotkarka, specjalizująca się w biegu na 400 metrów przez płotki, mistrzyni Polski.

## Kariera sportowa
Była zawodniczką AZS-AWF Wrocław.
Na mistrzostwach Polski seniorek na otwartym stadionie wywalczyła dwanaście medali, w tym dwa złote w sztafecie 4 x 400 metrów: w 1989 i 1990, pięć srebrnych w biegu na 400 metrów przez płotki: w 1984, 1987, 1988, 1989 i 1990, trzy srebrne w sztafecie 4 x 400 metrów: 1984, 1985 i 1987, brązowy w sztafecie 4 x 100 metrów w 1980 i brązowy w sztafecie 4 x 400 metrów w 1988. Na halowych mistrzostwach Polski seniorek zdobyła trzy medale, srebrny w biegu na 60 m ppł w 1991, brązowy w biegu na 400 metrów w 1988 i brązowy w biegu na 60 m ppł w 1990.
Rekordy życiowe:
- 200 m – 24,37 (26.06.1988)
- 400 m – 54,75 (05.06.1988)
- 100 m ppł – 13,79 (08.06.1991)
- 400 m ppł – 57,43 (10.06.1988)